# Tetracanthella caerulea
Tetracanthella caerulea är en urinsektsart som först beskrevs av Haller 1880.  Tetracanthella caerulea ingår i släktet Tetracanthella och familjen Isotomidae. Inga underarter finns listade i Catalogue of Life.